# Пархет Петро Пантелеймонович
Петро Пантелеймонович Пархе́т (нар. 30 жовтня 1907, Одеса — пом. 10 грудня 1986, Одеса) — український радянський живописець, ілюстратор, карикатурист, педагог. Член Асоціації революційного мистецтва України і Спілки художників СРСР.

## Біографія
Народився 17 [30] жовтня 1907 року в місті Одесі. В 1928—1931 роках навчався в Одеському художньому інституті. У 1931—1941 роках там же викладав. У 1930-ті роки займався агітаційно-масовим мистецтвом; автор політичних плакатів: «Трудящі! Всі на допомогу жертвам фашистського терору!» (1935). В Червоній армії з липня 1941 року. Брав участь у німецько-радянській війні. З 1941 року оформляв книги і збірники для Політуправління, був співробітником фронтових і армійських газет. У 1943 році був переведений в газету «Герой Родины» на посаду художника редакції. Член ВКП(б) з 1948 року. Після демобілізації 7 жовтня 1948 року повернувся до Одеси. Півтора десятиліття очолював Одеську обласну організацію Спілки художників України.
Помер в Одесі 10 грудня 1986 року.

## Творчість
Твори:
- «Розстріл білими комсомольців» (1935);
- «Похорон Т. Шевченка в Каневі» (1939);
- «Визволителі Будапешта» (1947, Одеський художній музей);
- «Подвиг моряків» (1949);
- «Прийом у партію перед боєм» (1952, Полтавський художній музей);
- «Штурм Хаджибея» (1954);
- «Визволення» (1957);
- «На фронтовій дорозі» (1960);
- «Дніпро. 1943 рік» (1964);
- «Штурм Севастополя» (1968);
- «Рибалки» (1977);
- серія малюнків «Докери Іллічівського порту» (1980).

Автор плакатів і малюнків у фронтових газетах 1941—1945 років.
У 1976 році вийшов каталог його творів «Петро Пахет».

## Відзнаки
- Нагороджений:
  - орденами Вітчизняної війни 2 ступеня (6 квітня 1985), Червоної Зірки (19 грудня 1943);
  - медалями «За бойові заслуги» (7 лютого 1943), «За оборону Кавказу» (1 травня 1944), «За перемогу над Німеччиною» (9 травня 1945)[2].
- Заслужений художник УРСР з 1977 року.